# Eeva Putro
Eeva Putro (* 30. März 1978 in Vantaa) ist eine finnische Schauspielerin und Drehbuchautorin.

## Leben
Eeva Putro schloss ihr Schauspielstudium 2008 am Russischen Institut für Darstellende Kunst in Sankt Petersburg ab. Noch während ihrer Studienzeit debütierte sie in dem 2007 veröffentlichten finnisch-russischen Spielfilm Raja 1918 in einer kleinen Nebenrolle auf der Leinwand. Seitdem war sie in über 60 Film- und Fernsehproduktionen zu sehen. So spielte sie in Filmen wie Liebe zu verkaufen und Unknown Soldier – Kampf ums Vaterland sowie Fernsehserien wie Bordertown und Deadwind mit.
Nach mehreren Drehbüchern für Kurzfilme wurde mit der von Zaida Bergroth inszenierten Filmbiografie Tove Putros erstes Drehbuch für einen Langspielfilm umgesetzt. Der Film zeigt den Werdegang von Tove Jansson als Künstlerin von ihren Anfängen als Malerin bis zu ihrem Durchbruch als Schriftstellerin mit ihren berühmtesten Figuren, den Mumins. Er konzentriert sich dabei auf das Jahrzehnt nach dem Zweiten Weltkrieg und behandelt neben ihrer Karriereentwicklung ihre romantischen Beziehungen zu dem Autor und Politiker Atos Wirtanen sowie zu der Theaterregisseurin Vivica Bandler. Der Film wurde für 10 Jussis nominiert und sieben ausgezeichnet, wobei Putro als Beste Drehbuchautorin nominiert wurde.

## Filmografie
- 2007: Raja 1918 (Граница 1918)
- 2008: Blackout
- 2014: Unfassbar (Ihan sama)
- 2016: Liebe zu verkaufen (Onnenonkija)
- 2017: Unknown Soldier – Kampf ums Vaterland (Tuntematon sotilas)
- 2018: Bordertown (Sorjonen, Fernsehserie, eine Folge)
- 2020: Nurses (Syke, Fernsehserie, vier Folgen)
- 2020: Tove
- 2021: Arctic Circle – Der unsichtbare Tod (Ivalo, Fernsehserie, eine Folge)
- 2021: Deadwind (Karppi, Fernsehserie, zwei Folgen)